# 1899年鐵路
此條目列出1899年發生有關鐵路運輸的事件。

## 事件

### 1月
- 1月21日：京濱急行電鐵大師線通車。

### 2月
- 2月1日：蘆漢鐵路蘆構橋至保定段通車。
- 2月16日：高德線通車。

### 3月
- 3月15日：大中央鐵路馬里波恩站啟用。

### 4月
- 4月15日：芝加哥地鐵湖街高架鐵路（英语：Lake Street Elevated Railroad）在地面延至城外。

### 7月
- 7月17日：阪鶴鐵道線通車。
- 7月20日：八堵假乘降場（今八堵車站）、南港乘降場（今南港車站）啟用，原八堵火車碼頭改名七堵車站。

### 8月
- 8月27日：東武鐵道伊勢崎線通車。

### 9月
- 9月18日：京仁線仁川站至鷺梁津站段通車，成為朝鮮半島第一條鐵路線。